# Пшегіня (Малопольське воєводство)
Пшегіня (пол. Przeginia) — село в Польщі, у гміні Єжмановиці-Пшегиня Краківського повіту Малопольського воєводства.
Населення — 2395 осіб (2011).
У 1975-1998 роках село належало до Краківського воєводства.

## Демографія
Демографічна структура станом на 31 березня 2011 року:
|          | Загалом | Допрацездатний вік | Працездатний вік | Постпрацездатний вік |
| -------- | ------- | ------------------ | ---------------- | -------------------- |
| Чоловіки | 1163    | 273                | 778              | 112                  |
| Жінки    | 1232    | 276                | 715              | 241                  |
| Разом    | 2395    | 549                | 1493             | 353                  |